# 小牧神明社
小牧神明社（こまきしんめいしゃ）は、愛知県小牧市にある神社（神明神社）。正式名称は神明社（しんめいしゃ）。毎年8月に行なわれる小牧秋葉祭で知られる。

## 歴史
『尾張名所図会』によれば、織田信長が小牧山城を築城しようと群臣に諮ったところ、その年は金神七殺にあたるとのことから、清須の御園神明の祠官に神事を行わせた。その後、永禄6年（1563年）に築城するとともに小牧山の東の池へ神明社を勧請したという。天正12年（1584年）の小牧・長久手の戦いの際には、小牧山に布陣した織田信雄と徳川家康が崇敬したという。尾張藩初代藩主である徳川義直が参詣した際、牡丹の造花を下賜して、子供たちに歌舞させた。その後、牡丹の造花を飾り付けた山車を建造し、現代まで続く神明祭の起源となった。
江戸時代までは「駒来神社」と称したが、明治初年に「神明社」と改称。また同5年（1873年）5月、近代社格制度において郷社に列した。
明治42年（1909年）以降、神社整理により南宮社、津島社、金比羅社、秋葉社、須佐之男社、山神社、稲荷社が合祀された。

## 祭神
主祭神
- 天照大神

配祀

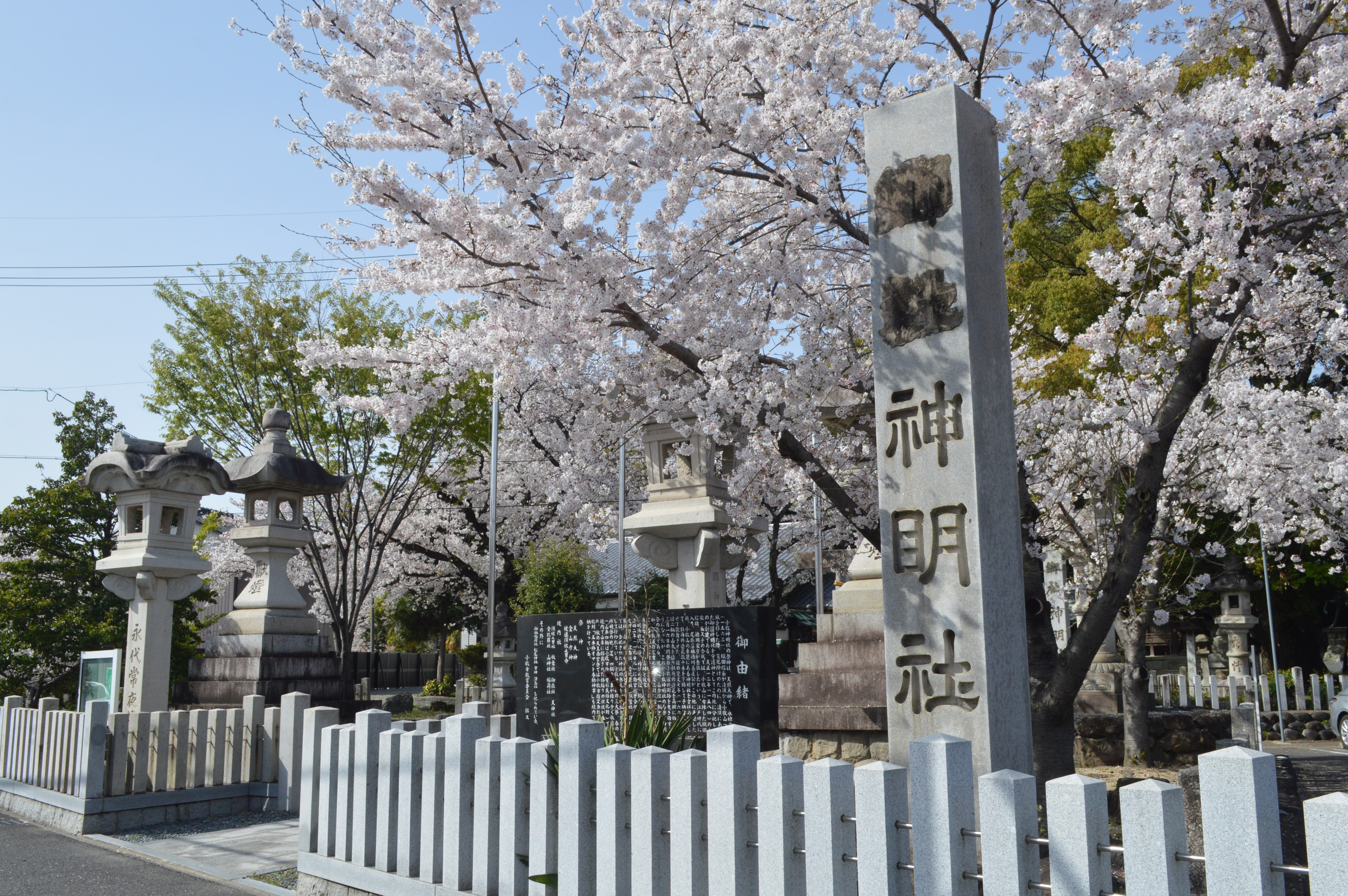
社名標

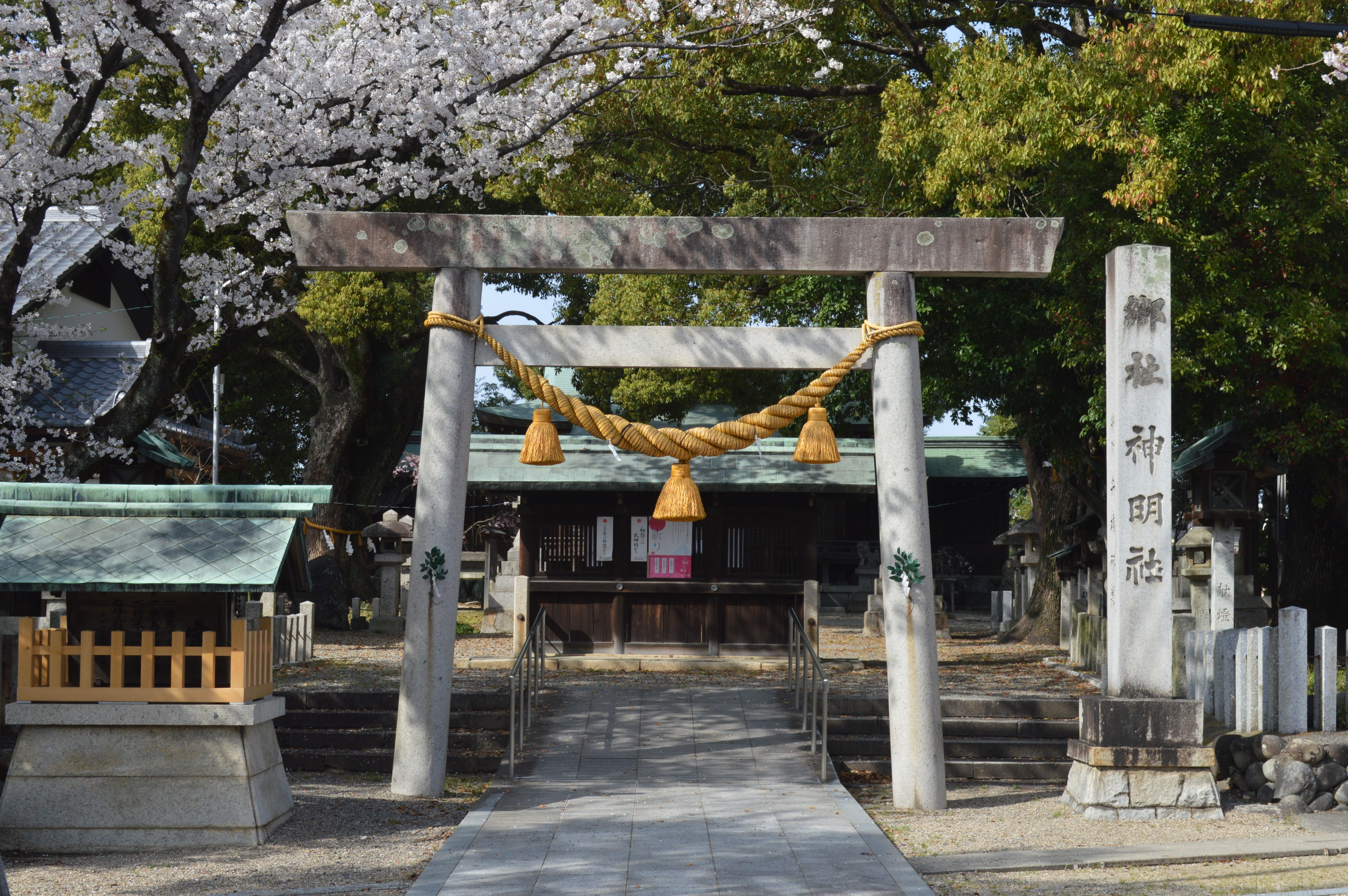
鳥居

- 金山彦神 - 現在の小牧市立小牧小学校の地点に鎮座していた「南宮社」の祭神。明治42年（1909年）に合祀[6]。
- 建速須佐之男命 - 上記「南宮社」の境内社の祭神。同じく明治42年（1909年）に合祀[7]。

## 末社
境内には以下の末社がある。

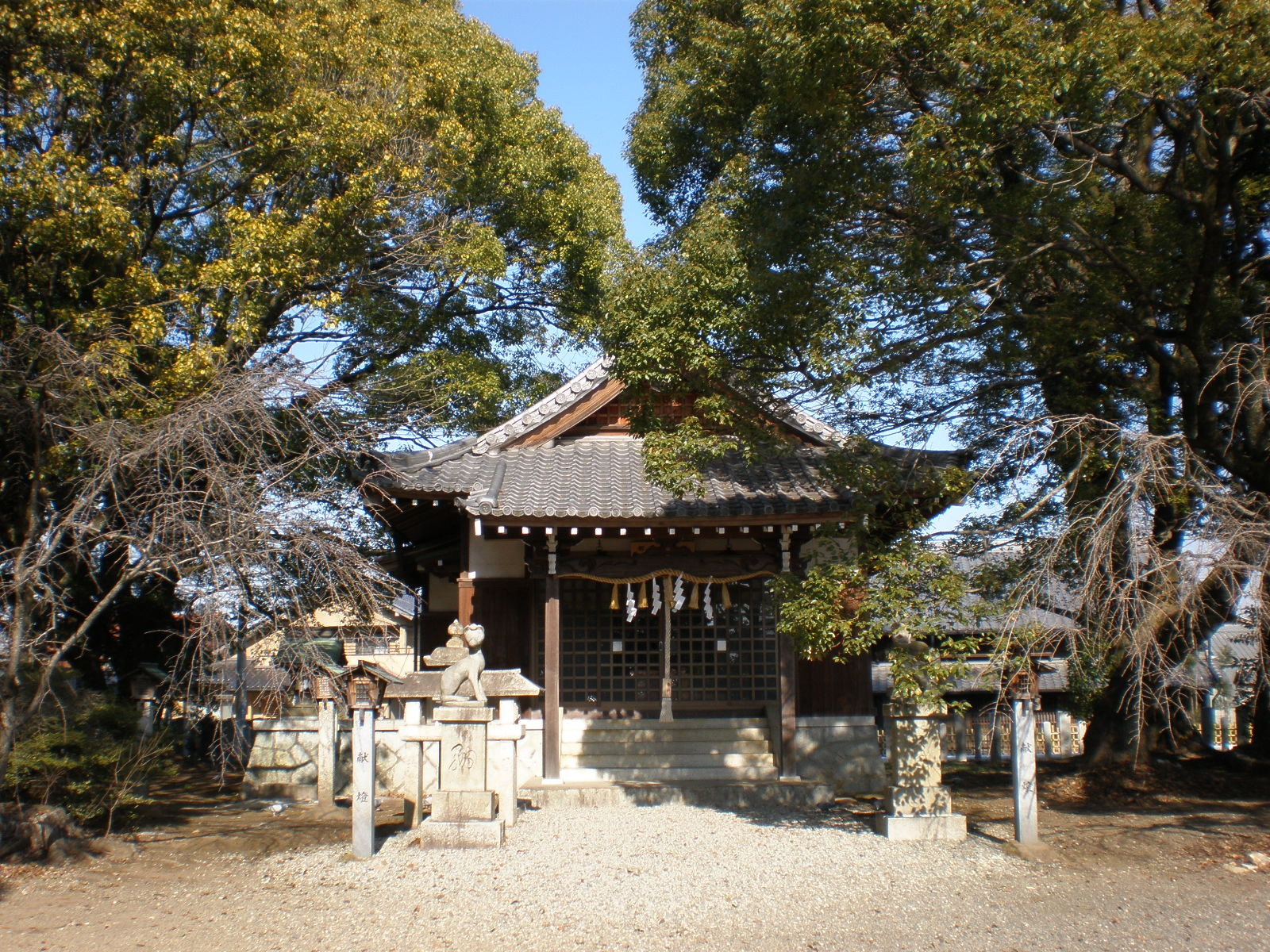
2末社（秋葉社・須佐之男社・御嶽社・天神社・稲荷社）

- 秋葉社・須佐之男社・御嶽社・天神社・稲荷社
  - 上記5社は、一棟の社殿に合祀されている。
- 金比羅社
- 山神社
- 御林稲荷社
- 松尾神社
- 津島社
- 市神

## 祭事

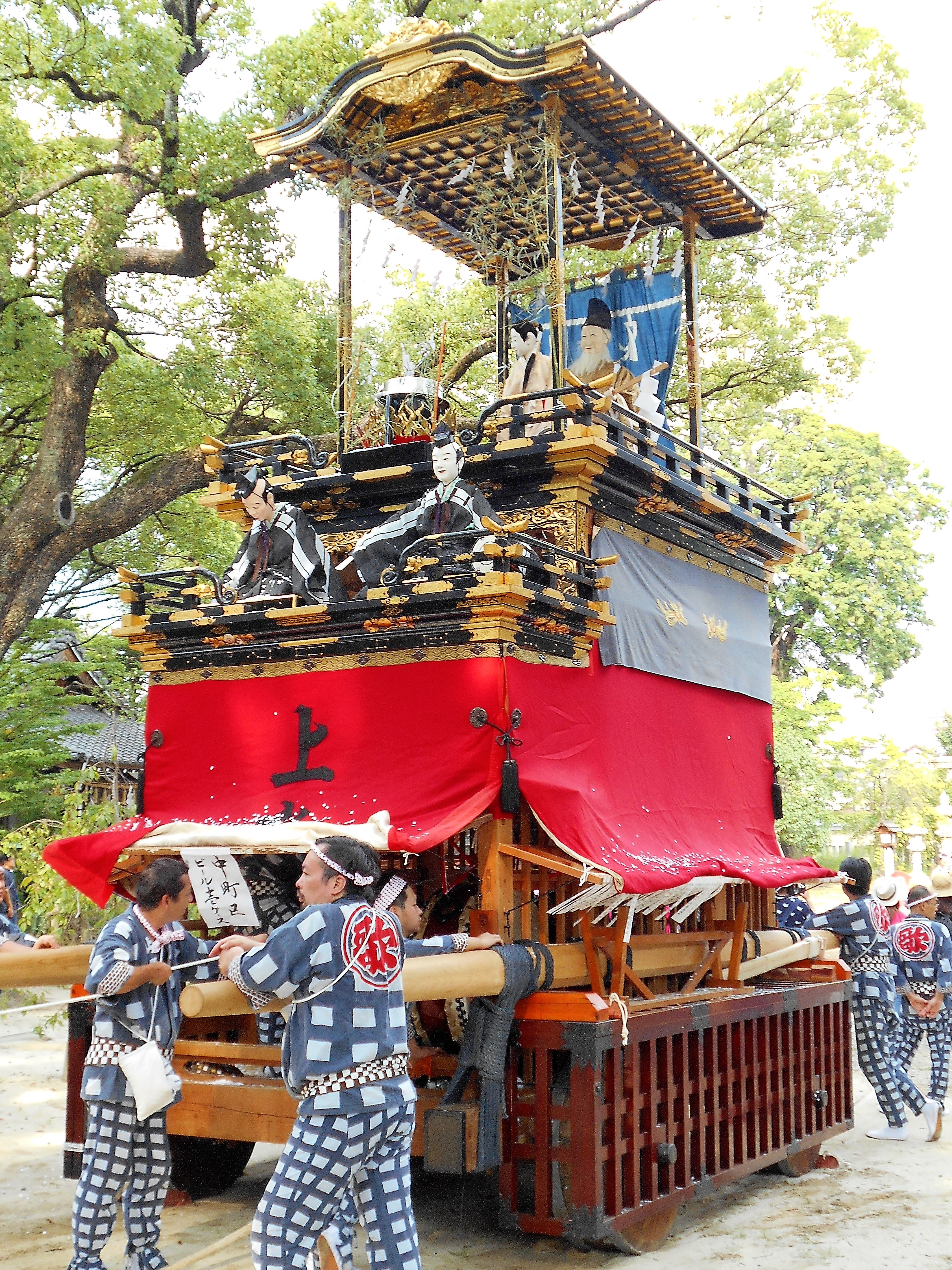
小牧秋葉祭における山車

- 春の神明祭（小牧祭） - 毎年4月第2日曜日。境内に山車1両（市指定有形民俗文化財[9]）が引き出され、山車舞台で舞踊などが演じられる。
- 茅の輪くぐり
- 小牧秋葉祭 - 毎年8月20日前後の土曜・日曜日[10]。
- 秋祭 - 毎年10月第2日曜日。房を付けた5本の棒や鞍などで飾り立てた馬を曳いて神前に奉納する「五本棒オマント奉納神事」（市指定無形民俗文化財[11]）が行なわれる。

## 基礎情報
所在地
- 愛知県小牧市小牧5丁目153番地

交通アクセス
- 名鉄小牧線 小牧駅から徒歩で約5分。